# Walter Oostelbos
Walter Oostelbos is een Nederlands diplomaat. Hij was plaatsvervangend chef de poste in verschillende landen en volgde in september 2023 Henk van der Zwan op als ambassadeur in Suriname.

## Biografie
Oostelbos studeerde in 1988 af in geschiedenis aan de Rijksuniversiteit Utrecht. Sinds 1991 werkt hij in overheidsdienst voor Buitenlandse Zaken, Economische Zaken en Justitie op zowel de ministeries in Den Haag als in het buitenland, waaronder rond 2006 in New York op het consulaat als hoofd van de economische afdeling en plaatsvervangend consul-generaal.
In de periode tussen 2017 en 2023 was hij (waarnemend) plaatsvervangend ambassadeur in Algerije, Saoedi-Arabië, Suriname, Tunesië, Polen en Turkije. Zijn periode in Suriname als waarnemend plaatsvervangend ambassadeur (waarnemend Chef de Poste) was gedurende tien maanden in 2018. In januari 2023 benoemde minister Wopke Hoekstra hem tot de volgende ambassadeur in Suriname, als opvolger van Henk van der Zwan. Zijn benoeming geldt naast Suriname ook voor buurland Guyana. President Chan Santokhi nam zijn geloofsbrieven op 27 september 2023 in ontvangst.